# Mitsubishi T-2
Die Mitsubishi T-2 ist ein japanisches Trainingsflugzeug, das aufgrund von Forderungen der JASDF nach einem Überschall-Trainer entstand. Auffallend ist die Ähnlichkeit mit der SEPECAT Jaguar, die wohl Pate gestanden hat.

## Geschichte
Anfang der 1960er-Jahre suchten die JASDF Ersatz für ihre alternden F-86F Sabre für die Fortgeschrittenenausbildung. In Frage kam die Lizenzfertigung der SEPECAT Jaguar und der Import der Northrop T-38. Aus politischen Gründen und um Erfahrungen mit Überschalljets zu sammeln, wurde jedoch eine Eigenentwicklung favorisiert. Anfang 1966 forderte die japanische Defence Agency (heute das Verteidigungsministerium von Japan) die drei Firmen Fuji, Kawasaki und Mitsubishi auf, Entwürfe für das T-X genannte Programm einzureichen. Am 8. Februar 1967 präsentierten Fuji und Mitsubishi ihre Entwürfe, nachdem sich Kawasaki schon vorher aus dem Programm zurückgezogen hatte. Am 5. September 1967 wurde der Entwurf von Mitsubishi offiziell als bester Entwurf ausgewählt und eine Entwicklungsgruppe mehrerer Firmen unter der Leitung von Kenji Ikeda, dem Chefkonstrukteur von Mitsubishi, gebildet. Dabei war Mitsubishi für den Vorder- und Mittelrumpf sowie die Endmontage verantwortlich, Fuji übernahm den Heckbereich und die Tragflächen, Nihon Hikoki die Außenlastträger und Shin Meiwa die Zusatztanks. Als Antrieb wurde am 15. Februar 1968 das auch im Jaguar verwendete Adour-Triebwerk ausgewählt, das nach zwölf aus Europa importierten Exemplaren bei Ishikawajima-Harima Heavy Industries in Lizenz produziert wurde. Am 24. April 1968 wurde das erste Mockup gezeigt und am 28. März bestellte die JASDF zwei XT-2 genannte Prototypen sowie eine Zelle für Belastungstests. Der erste der Prototypen hatte seinen Erstflug am 20. Juli 1971 auf dem Flughafen Nagoya mit Kenshiro Endo und Mitsuo Sato an Bord. Das Flugzeug stieg bei dem 38-minütigen Flug in eine Höhe von 6000 m und erreichte eine Geschwindigkeit von 851 km/h. Beim 30. Flug am 19. November 1971 erreichte das Flugzeug als erste japanische Eigenentwicklung mit Mach 1,03 in 9100 m Höhe Überschallgeschwindigkeit.

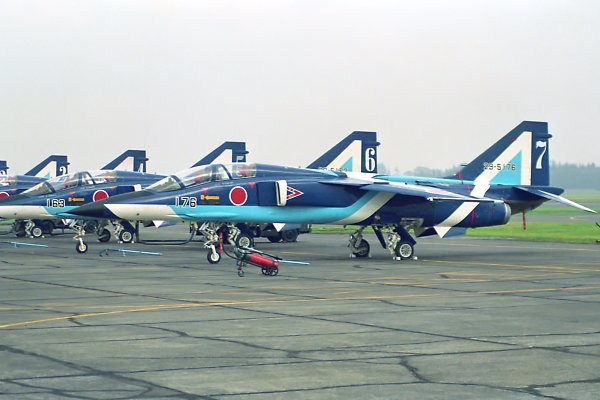
T-2 der Kunstflugstaffel Blue Impulse (2004)

Nach drei weiteren Prototypen, die ihren Erstflug am 2. Dezember 1971, am 28. April 1972 und am 20. Juli 1972 hatten, folgte rasch die Serienfertigung, da sich bei der Erprobung nur wenige Probleme zeigten. So mussten für die Serie nur die Spoiler in ihrer Wirksamkeit verbessert und aufgrund von Längsinstabilitäten die Flügelwurzelverkleidung geändert werden. Das einzige ernsthafte Problem war die Kostensteigerung von 3,5 auf 5 Millionen US-Dollar pro Stück, die in Zeiten der Wirtschaftskrise und Inflation fast zur Einstellung des Programms geführt hätte. Am 31. März 1973 bestellte das Verteidigungsministerium 20 Maschinen und am 21. Januar 1974 wurde vom Parlament der Kauf weiterer 22 Maschinen genehmigt, davon elf als T-2A-Kampftrainer mit 20-mm-Vulcan-M61-Kanone als Bewaffnung. Eine reine Kampfversion wurde unter der Bezeichnung F-1 entwickelt, die sich durch eine Metallverkleidung des hinteren Cockpits und zusätzliche Avionik vom Trainer unterschied. Am 1. Oktober 1976 wurde die T-2 als einsatzfähig erklärt und nach und nach mehrere Staffeln mit dem Flugzeug ausgerüstet. Am 14. November 1982 stürzte eine Maschine der Kunstflugstaffel Blue Impulse bei einer Vorführung in Hamamatsu ab, wobei der Pilot ums Leben kam und zwölf Zuschauer verletzt wurden. Insgesamt gingen vier Jets bei Unfällen verloren. Von den 96 gebauten Flugzeugen wurden 28 T-2-Maschinen zur Fortgeschrittenenausbildung, 62 T-2A zur Waffenausbildung und zwei als Erprobungsträger verwendet. Die beiden Erprobungsträger mündeten dann in der Serienmaschine Mitsubishi F-1. Das Flugzeug wurde ab 1995 nach und nach durch die T-4, die F-2B bzw. die F-15 abgelöst. Eine davon wurde ab August 1983 als Erprobungsträger für eine Fly-by-wire-Steuerung (T-2 CCV) eingesetzt und mit Entenflügeln sowie einer Flosse unter dem Rumpf ausgerüstet. Am 14. März 2004 wurde dann die letzte Maschine außer Dienst gestellt, wobei einzelne Maschinen noch bis 2006 in Tsuiki und Gifu beim Flugerprobungszentrum zu Testzwecken flogen. Insgesamt erreichten die Flugzeuge 307.000 Flugstunden und es wurden 1450 Piloten auf dem Typ ausgebildet.

## Nutzer
Japan
- Luftselbstverteidigungsstreitkräfte

## Konstruktion
Die T-2 war ein zweisitziges Schulterdecker, dessen Rumpf in Halbschalenbauweise hergestellt wurde und sieben Kraftstoffbehälter mit einer Kapazität von zusammen 3820 Litern enthielt. Die Tragflächen wiesen eine negative V-Stellung von 9° auf, hatten eine Sägezahn-Vorderkante und keine Querruder, sondern nur eine große Landeklappe mit zwei Spoilern davor.

## Varianten
- XT-2 – Prototyp

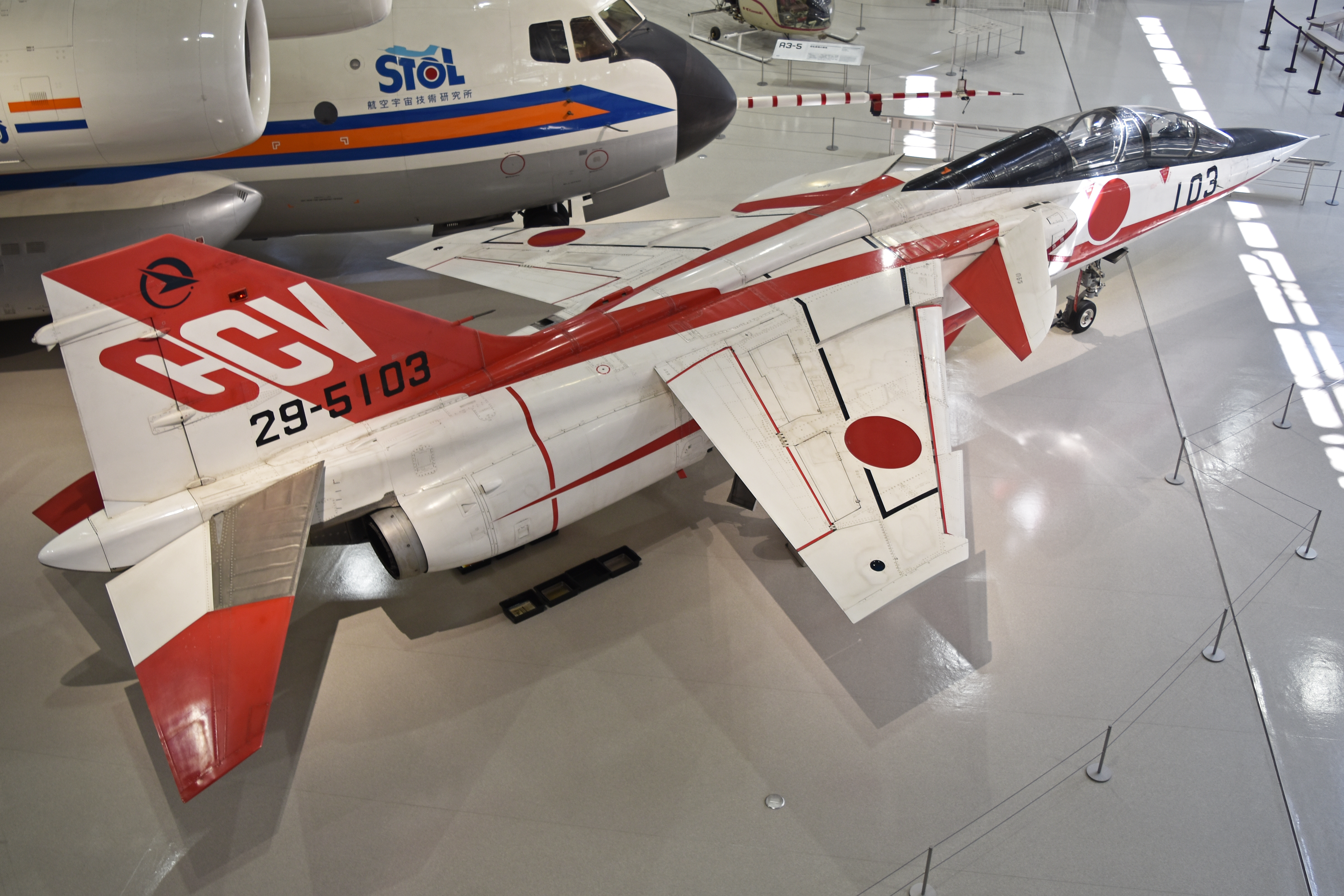
Mitsubishi T-2 CCV (2019)

- T-2(Z): T-2 (前期型 Zenki-gata, deutsch ‚frühes Modell‘) / T-2A: zweisitzige Schulversion – Advanced Jet Trainer Aircraft
- T-2(K): T-2 (後期型 Kōki-gata, deutsch ‚spätes Modell‘) / T-2B: zweisitzige Schulversion mit Bewaffnung – Armed Weapons Trainer Aircraft
- T-2 CCV: Experimentalversion zur technischen Untersuchung der FBW-Steuerung[2]

## Technische Daten

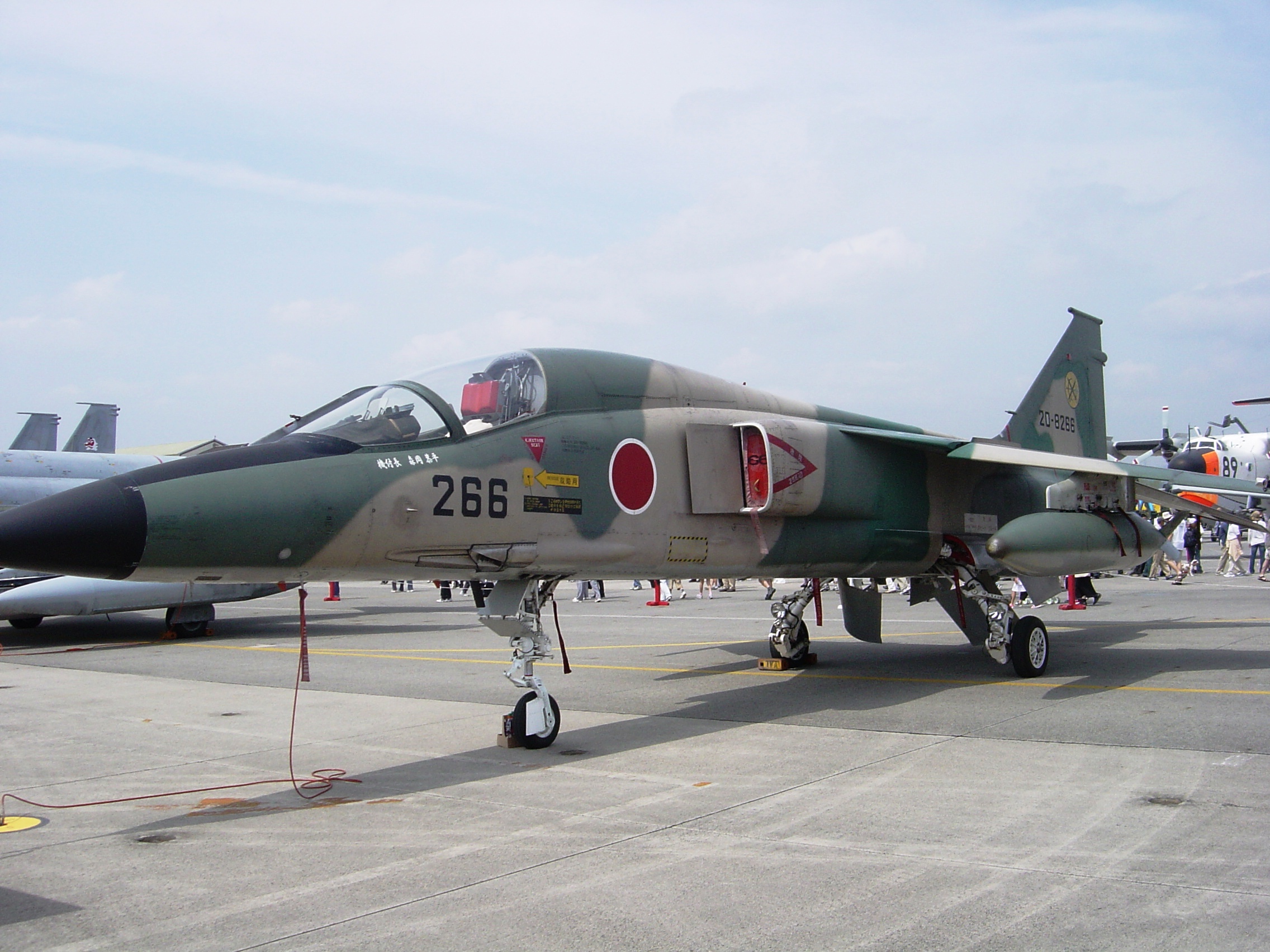
Einsitziges F-1 – entwickelt aus der T2 – bei MCAS Iwakuni (2005)

| Kenngröße              | Daten |
| ---------------------- | --- |
| Besatzung              | 2 |
| Länge                  | 17,86 m |
| Spannweite             | 7,88 m |
| Höhe                   | 4,39 m |
| Flügelfläche           | 21,48 m² |
| Leermasse              | 6.307 kg |
| max. Startmasse        | 12.900 kg                                                                                                   |
| Höchstgeschwindigkeit  | 1.700 km/h in 11.000 m Höhe                                                                                 |
| Dienstgipfelhöhe       | 15.240 m |
| Überführungsreichweite | 2.595 km (mit Außentanks)                                                                                   |
| Triebwerke             | zwei Rolls-Royce/Turboméca-Adour-MK-801A-Triebwerke (Lizenzfertigung als Ishikawajima-Harima TF40-IHI-801A) |
| Schubkraft             | mit Nachbrenner: 2 × 32,49 kN ohne Nachbrenner: 2 × 22,75 kN                                                |

### Bewaffnung
- eine 20-mm-JM61-Kanone
- sechs Flügelstationen für weitere Waffen (davon zwei Startschienen an den Tragflächenenden für Luft-Luft-Raketen)